# Školske sestre franjevke u srcu Afrike
Školske sestre franjevke u srcu Afrike: Split - Luhwinja 1974. – 2014. hrvatski je dokumentarni film autora Zorana Marinovića i Davora Stopića. Nastao je u spomen na prve misijske korake i četrdesetogodišnju prisutnost školskih sestara franjevki Krista Kralja u Demokratskoj Republici Kongu.
Film tematizira i dokumentira dugogodišnju posvećenost redovnica misijskom radu usmjerenom na poduku u vjeri, opismenjavanje, poduku u školi domaćinstva za djevojke i žene, osnivanje bolnice koja je posebno pomogla poboljšanju kvalitete života te oporavak od posljedica nasilja prouzročenog dugogodišnjim ratom.

## Vanjske poveznice
- www.ssf.hr – Povijest Družbe Školskih sestara franjevki Krista Kralja
- www.split.ssfcr.org – Dokumentarac "Školske sestre franjevke u srcu Afrike"  Arhivirana inačica izvorne stranice od 20. svibnja 2021. (Wayback Machine)